# Sullivan (Wisconsin)
Sullivan es una villa ubicada en el condado de Jefferson en el estado estadounidense de Wisconsin. En el Censo de 2010 tenía una población de 669 habitantes y una densidad poblacional de 226,38 personas por km².

## Geografía
Sullivan se encuentra ubicada en las coordenadas 43°0′44″N 88°35′43″O / 43.01222, -88.59528. Según la Oficina del Censo de los Estados Unidos, Sullivan tiene una superficie total de 2.96 km², de la cual 2.95 km² corresponden a tierra firme y (0.26%) 0.01 km² es agua.

## Demografía
Según el censo de 2010, había 669 personas residiendo en Sullivan. La densidad de población era de 226,38 hab./km². De los 669 habitantes, Sullivan estaba compuesto por el 98.06% blancos, el 0.3% eran afroamericanos, el 0.15% eran amerindios, el 0.3% eran asiáticos, el 0% eran isleños del Pacífico, el 0% eran de otras razas y el 1.2% pertenecían a dos o más razas. Del total de la población el 1.64% eran hispanos o latinos de cualquier raza.